# Saulgé
Saulgé és un municipi francès situat al departament de la Viena i a la regió de la Nova Aquitània. L'any 2014 tenia 1012 habitants.

## Demografia

### Població
El 2007 la població de fet de Saulgé era de 965 persones. Hi havia 436 famílies de les quals 112 eren unipersonals (52 homes vivint sols i 60 dones vivint soles), 188 parelles sense fills, 112 parelles amb fills i 24 famílies monoparentals amb fills.
La població ha evolucionat segons el següent gràfic:
Habitants censats

### Habitatges
El 2007 hi havia 564 habitatges, 436 eren l'habitatge principal de la família, 64 eren segones residències i 64 estaven desocupats. 554 eren cases i 7 eren apartaments. Dels 436 habitatges principals, 360 estaven ocupats pels seus propietaris, 71 estaven llogats i ocupats pels llogaters i 5 estaven cedits a títol gratuït; 18 tenien dues cambres, 58 en tenien tres, 140 en tenien quatre i 219 en tenien cinc o més. 335 habitatges disposaven pel capbaix d'una plaça de pàrquing. A 193 habitatges hi havia un automòbil i a 213 n'hi havia dos o més.

### Piràmide de població
La piràmide de població per edats i sexe el 2009 era:
| Homes | Edats   | Dones |
| ----- | ------- | ----- |
| 0     | 95 o +  | 0     |
| 12    | 90 a 94 | 12    |
| 8     | 85 a 89 | 4     |
| 8     | 80 a 84 | 8     |
| 16    | 75 a 79 | 16    |
| 24    | 70 a 74 | 36    |
| 52    | 65 a 69 | 40    |
| 36    | 60 a 64 | 32    |
| 16    | 55 a 59 | 8     |
| 64    | 50 a 54 | 32    |
| 32    | 45 a 49 | 44    |
| 44    | 40 a 44 | 20    |
| 20    | 35 a 39 | 48    |
| 48    | 30 a 34 | 24    |
| 32    | 25 a 29 | 36    |
| 12    | 20 a 24 | 16    |
| 24    | 15 a 19 | 48    |
| 44    | 10 a 14 | 36    |
| 12    | 5 a 9   | 24    |
| 16    | 0 a 4   | 0     |

## Economia
El 2007 la població en edat de treballar era de 601 persones, 442 eren actives i 159 eren inactives. De les 442 persones actives 406 estaven ocupades (214 homes i 192 dones) i 36 estaven aturades (13 homes i 23 dones). De les 159 persones inactives 74 estaven jubilades, 42 estaven estudiant i 43 estaven classificades com a «altres inactius».

### Ingressos
El 2009 a Saulgé hi havia 447 unitats fiscals que integraven 985,5 persones, la mediana anual d'ingressos fiscals per persona era de 17.194 €.

### Activitats econòmiques
Dels 34 establiments que hi havia el 2007, 6 eren d'empreses extractives, 1 d'una empresa de fabricació de material elèctric, 11 d'empreses de construcció, 8 d'empreses de comerç i reparació d'automòbils, 2 d'empreses d'hostatgeria i restauració, 1 d'una empresa immobiliària, 3 d'empreses de serveis i 2 d'empreses classificades com a «altres activitats de serveis».
Dels 12 establiments de servei als particulars que hi havia el 2009, 3 eren paletes, 2 guixaires pintors, 5 lampisteries, 1 electricista i 1 restaurant.
Dels 2 establiments comercials que hi havia el 2009, 1 era una botiga de més de 120 m² i 1 una botiga de mobles.
L'any 2000 a Saulgé hi havia 39 explotacions agrícoles que ocupaven un total de 3.402 hectàrees.

## Equipaments sanitaris i escolars
El 2009 hi havia una escola elemental.

## Poblacions més properes
El següent diagrama mostra les poblacions més properes.